# タカネヒカゲノカズラ
タカネヒカゲノカズラ（高嶺日陰鬘、学名：Diphasiastrum nikoense）は、ヒカゲノカズラ植物門アスヒカズラ属の植物。日本では主に高山帯に分布し、ヒカゲノカズラ同様に匍匐茎で地上を這うが、かなり小型で葉は幅広く、かつ丸くなるので全体として肉厚に見える。染色体数はn=23。基準産地は栃木県の日光。

## 特徴

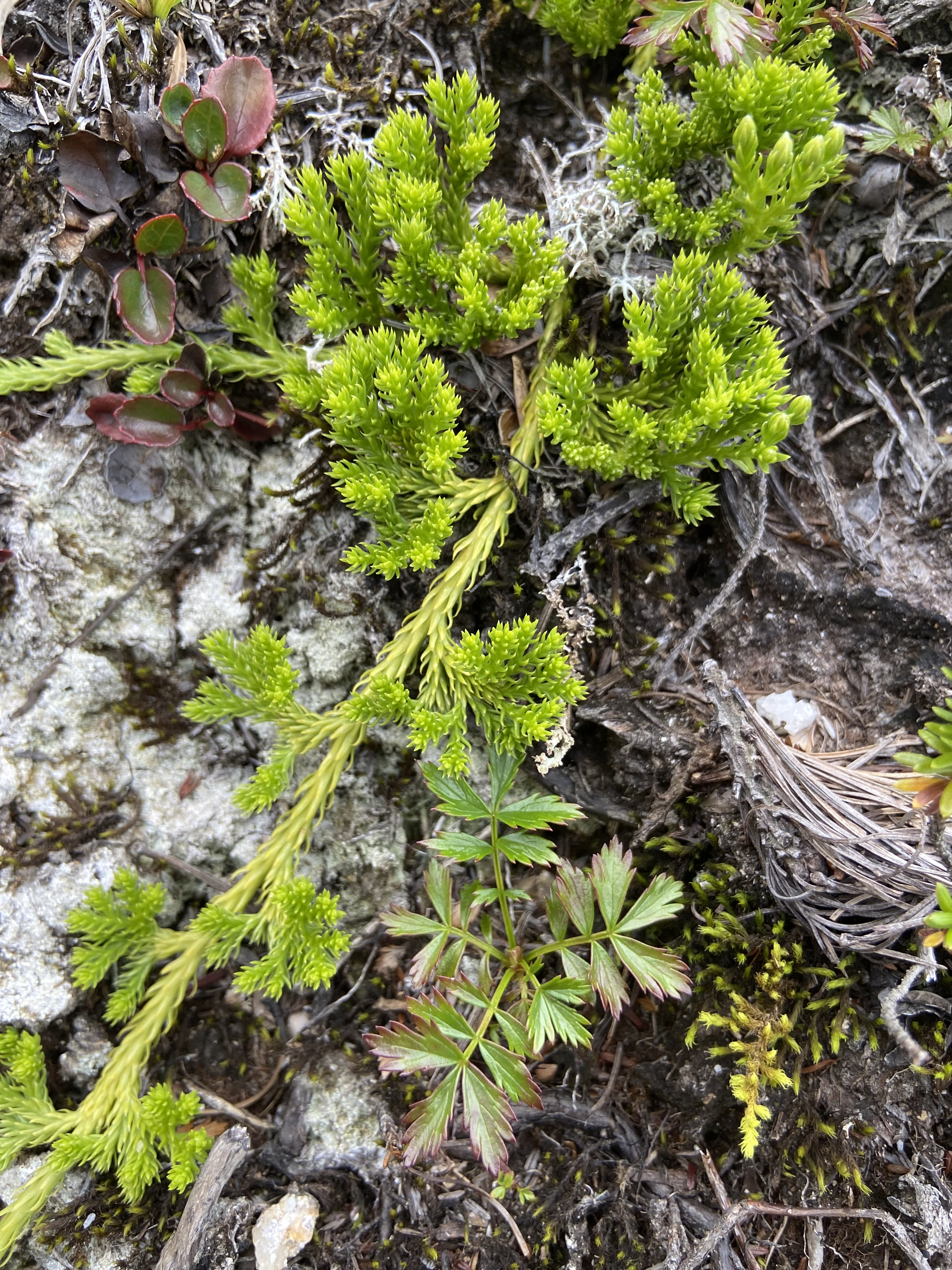
タカネヒカゲノカズラの匍匐茎

ヒカゲノカズラが小型になり葉が丸くなったような常緑性植物。主軸は径1 -2.5mmで地上を長く這う匍匐茎となり不規則に分岐する。側枝は高さ3 - 12cmで斜上ないし直立し2〜数回叉状分岐する。直立茎の小枝は丸く葉を含めて径3mm。葉は5列に付き、ほぼ同型で針状〜線状被針型で斜上で基部は茎に合着し、上部は内曲し先端は鋭く尖って固く長さ2 - 3mm。胞子嚢穂は長く伸びた小枝に1 - 2個頂生し、長さ1 - 3cm、径2 - 3mmの円柱形。胞子嚢穂の柄は無いか長さ3cm以下の短い柄を付ける。胞子葉は広卵形、鋭尖頭で辺縁は膜質。染色体数はn=23の2倍体で生殖様式不明

## 分布等
寒冷地の向陽斜面や岩屑地に自生し、日本国内では石川県以東の本州および北海道と南千島。また屋久島の山頂付近にも産する。日本国外では北千島と朝鮮に分布する。
北米に産するDiphasiastrum sitchenseと同種という説を採用する場合は、さらにアメリカ中東部からアラスカ・グリーンランドまで分布。

## 系統分類
分子系統解析で基本染色体数n=23のアスヒカズラ属 (Diphasiastrum)として単系統性が支持されている。アスヒカズラ属を独立属としない場合はヒカゲノカズラ属(Lycopodium)とした上でアスヒカズラ亜属を設ける場合がある。

## 近似種等
- チシマヒカゲノカズラ Diphasiastrum alpinum シノニム: Lycopodium alpinum

国内では福井県以東の本州と北海道に分布。国外では極東ロシア、中央アジア、朝鮮、中国、モンゴル、ヨーロッパ、北米に分布。側枝の葉がよく合着し、葉が4列に並ぶ点でタカネヒカゲノカズラと異なる。タカネヒカゲノカズラと本種は交雑することがある
- ミヤマヒカゲノカズラDiphasiastrum alpinum var.planiramulosum

側葉と枝の合着の程度が低いチシマヒカゲノカズラの変種で、タカネヒカゲノカズラとよく似ているがタカネヒカゲノカズラの葉は5列に並ぶのに対して本種は4列に並ぶことで区別可能。
- Diphasiastrum sitchense シノニム: Lycopodium sitchense (英:Sitka clubmoss)

北米に分布。タカネヒカゲノカズラとは形態が極めて類似し、区別が困難であるため同種とされることもあるが、分子系統解析では差異が認められる